# Caliente (Festival)
Das Caliente in Zürich ist das grösste Latin-Festival Europas. Seit 1995 findet es jährlich im Juni oder Juli im Zürcher Stadtteil Langstrasse statt und erstreckt sich vom Helvetiaplatz bis zum Kasernenareal über weite Teile des Stadtteils Langstrasse im Kreis 4.
Das Caliente-Festival wurde 1995 aus der Taufe gehoben. Das Festival bietet südamerikanische Spezialitäten an Ständen sowie die neuesten Latin-Beats. Jedes Jahr sind grosse Persönlichkeiten der Latin-Musikszene am Festival vertreten. 2018 wurde das Festival von schätzungsweise 300'000 Personen besucht.
Inzwischen gibt es auch weitere kleinere Caliente-Festivals in der Schweiz, so unter anderem in Bern, Baden und Arosa. Weltweit gibt es Caliente-Festivals unter anderem in Bangkok, Kuba, Miami, Rio de Janeiro und in der Dominikanischen Republik.